# Nkonya
Le nkonya est une langue nigéro-congolaise du groupe des langues guang de la famille kwa.

## Écriture
| a | b | d | e | ɛ | f | g | gb | gy | h | i | ɩ | k | kp | l |
| m | ŋ | o | ɔ | p | r | s | t  | ts | u | ʋ | v | w | y  | z |

La nasalisation est indiquée avec un n suivant la voyelle.
Le ton haut est indiqué avec l’accent aigu sur la voyelle : ‹ á, é, ɛ́, í, ɩ́, ó, ɔ́, ú, ʋ́ ›.